# 8,8 cm KwK 36
De 8,8 cm KwK 36 was een Duits kanon, voornamelijk gebruikt op de Tiger I tijdens de Tweede Wereldoorlog. Het kanon was mogelijk gebaseerd op het Flak 36-antiluchtkanon.